# 紙屋町シャレオ

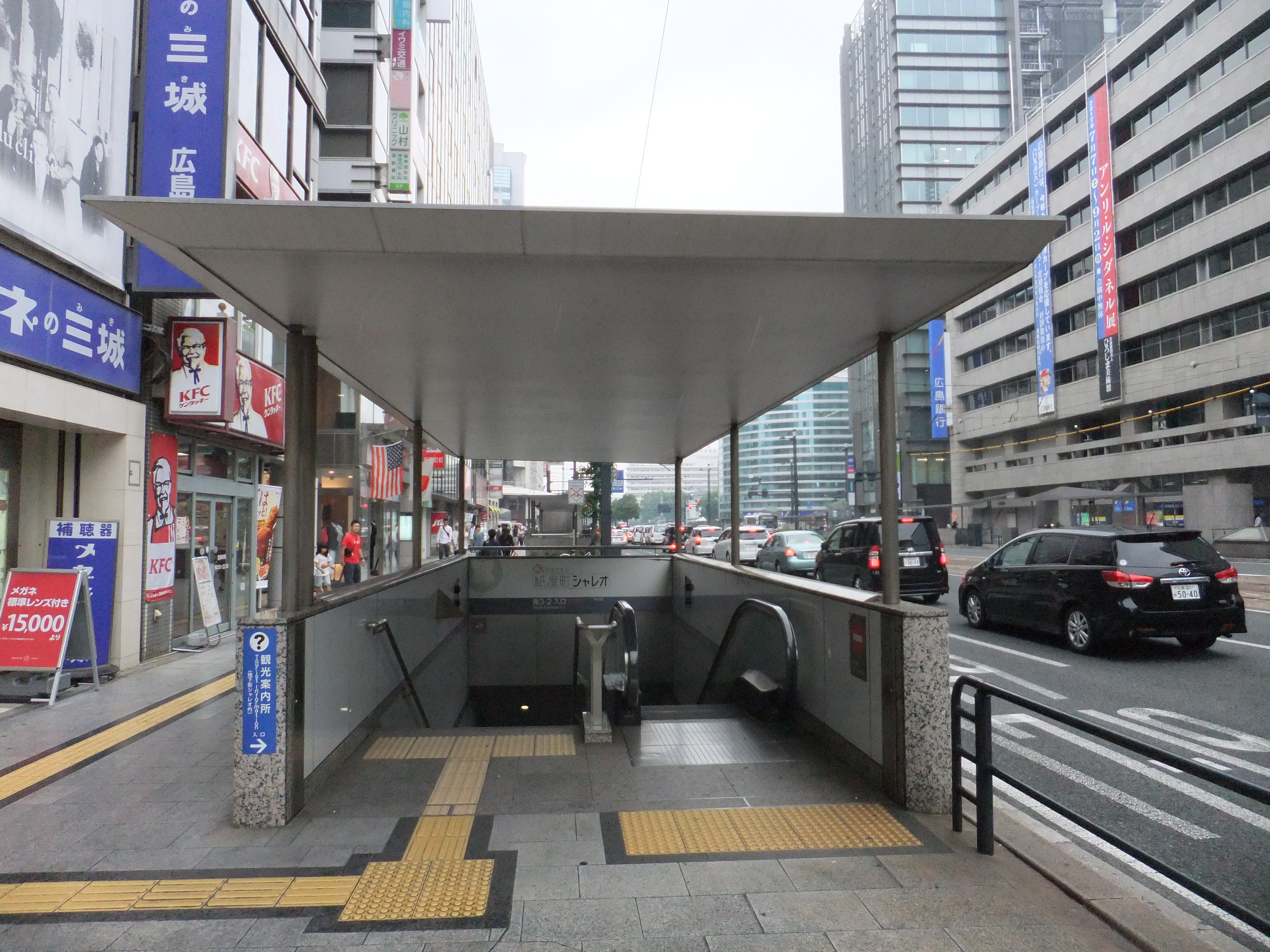
地上連絡口の一つ

紙屋町シャレオ（かみやちょうシャレオ）は、広島県広島市中区にある広島初の地下街。

## 概要
2001年（平成13年）4月に、県・市・民間企業の出資による第三セクター「広島地下街開発株式会社」により開業した。店舗面積は7120m2。名称は「おしゃれ」のズージャ語が由来。全国から公募して選ばれた。付近にそごう広島店や福屋八丁堀本店などの百貨店があり、既存店舗との競合を懸念して着工・開業が遅れた経緯もあるが、「この規模では通常のデパートのような店舗では中途半端になる」という認識から、若い女性をターゲットにしたアパレル店や雑貨屋、スイーツ店等も多く入居している。シャレオができたことにより紙屋町交差点は地下の歩行者用通路が確保できたため横断歩道は廃止された。アストラムラインの本通駅、県庁前駅、広島電鉄の本通電停、紙屋町西電停、紙屋町東電停などと接続している。国土交通省の事業のため、シャレオ内の通路は「道路」扱いである。シャレオ内の通路に正式な道路名称があるのはそのためである。南北と東西では道路管理者が異なっており、南北は上を走る直轄国道国道54号の一部で国土交通省中国地方整備局、東西は広島市である。
紙屋町交差点直下のシャレオ中央広場はイベント会場としても使用されている。シャレオが完成する前には全国高等学校クイズ選手権の中国地方大会決勝戦（2000年）がこの場所で行われたことがあり（工事現場を使ったクイズ）、決勝進出チームの名前が刻まれている。中央広場には大型ビジョンと県内ラジオ局がほぼ毎日公開収録を行っていた「シャレオ iスタジオ」、県内交通機関の時刻・運行状況を表示するモニターやインターネット端末を備えた有人案内所「シャレオ iセンター」があったが2009年3月末までにすべて撤退し、ビジョンごと撤去された。自動車交通と分離された空間であるため、占用許可の緩和が近年行われてきたが、コロナ占用特例を経て2021年8月に歩行者利便増進道路(ほこみち)に指定された。
現在の中央広場南には広島ホームテレビ「ぽるぽるLIVE on エムキャス」の配信用スタジオ「ぽるぽるスタジオ」、南西側地上連絡口付近には広島市観光案内所がある。

## 道路名称
- 広島市都市計画道路紙屋町地下歩道1号線[5] 国道54号（シャレオ南通り - シャレオ中央広場 - シャレオ北通り）
- 広島市都市計画道路紙屋町地下歩道2号線[5] 広島市道（シャレオ東通り - シャレオ中央広場 - シャレオ西通り）

## 住居表示
- 広島県広島市中区基町地下街101号 - 、紙屋町二丁目地下街201号〜および501号 - 、大手町一丁目地下街301号 - および401号 - 、紙屋町一丁目地下街601号 - 。

## 隣接している施設
連絡通路が接続している施設は『(*)』をつけている
- 広島センタービル(*)
  - 広島バスセンター
  - そごう広島店本館
  - アクア広島センター街
- 基町クレド(*)
  - パセーラ
  - リーガロイヤルホテル広島
- エディオン広島本店 東館(*)
- エディオン広島本店 西館
- 広島トランヴェールビルディング(*)
- 広島市立広島市民病院(*)
- HIROSHIMA GATE PARK(旧広島市民球場跡地)
- サンモール
- メルパルク広島（広島中郵便局）(*)
- 広島本通商店街
- 明治安田生命広島本通ビル
  - 献血ルームもみじ
- 広島県庁舎
- 広島銀行本店（店舗敷地内に出入口があるが、直結していない）
- みずほ銀行広島支店
- 三井住友銀行広島支店
- 広島市信用組合本店（直結している本通駅の東1出口が店舗と直結）
- シャレオ駐車場(*) - 機械式、駐車台数206台。

## 交通機関
連絡通路が接続している施設は『(*)』をつけている
- アストラムライン
  - 県庁前駅(*)
  - 本通駅(*)
- 広島電鉄路面電車
  - 紙屋町東電停(*)
  - 紙屋町西電停(*)
  - 本通電停
- 広島バスセンター(*)

路線バスについては広島バスセンターの他に、広電バス、広島交通、広島バスほかの立町、紙屋町、原爆ドーム前、本通り、県庁などのバス停が地下街出入り口付近にある。